# Абрамов, Пётр Яковлевич
Пётр Яковлевич Абрамов, (26 сентября 1916 — июль 1980, Севастополь) — советский военный гидрограф, инженер-капитан I ранга, начальник гидрографической службы ЧФ.

## Биография
Родился 26 сентября 1916 в селе Белецкое. Призван в РККФ 30 августа 1937 года.
После окончания в 1939 году ВВМУ им. М. В. Фрунзе служил на ТОФ в должностях производителя работ, с ноября 1940 года — на Камчатке, помощник начальника Камчатского района ГС, с февраля по сентябрь 1944 года — начальник Гидрографического района (ГР) ПВМБ.
Затем — начальник Южно-Курильского участка ГС, начальник гидрографического района Советской Гавани.
После окончания ВМА в 1956 году назначен зам. начальника Гидрографической Службы ЧФ, а в 1960 году — начальником ГС ЧФ. Под его руководством совершенствовалось навигационно-гидрографическое обеспечение боевой и повседневной деятельности ЧФ, осваивались новые гидрографические суда (гису) и оис, производились испытания и внедрение на корабли новой навигационной техники, начались первые выходы гису за пределы Азово-Черноморского бассейна для проведения гидрографических и океанографических исследований. В этот период при его непосредственном участии была подготовлена и проведена первая экспедиция ГС ЧФ в антарктические воды и выполнены значительные по объёму и важности работы в проливе Дрейка. После увольнения в запас в 1972 году продолжал до конца жизни трудиться в ГС ЧФ.
Умер и похоронен в Севастополе.
В память о гидрографе Абрамове была названа бухта в Севастополе.

## Награды
- Медаль «За боевые заслуги» (30.04.1947)[2]
- Орден Красной Звезды (15.11.1950)
- Орден Красного Знамени (05.11.1954)